# میساک ترزیباسیان
میساک ترزیباسیان (ارمنی: Միսակ Թերզիբաշյան؛ انگلیسی: Misak Terzibasiyan؛ زادهٔ ۱۹۶۴) معمار ارمنی‌تبار اهل هلند است. که در سال ۲۰۰۳ استودیوی معماری "UArchitects" را در آیندهوون تأسیس نمود.

## زندگی‌نامه
وی در ۱۹۶۴ در هلسینکی از پدری ارمنی (Edward Terzibasiyan) و مادری فنلاندی (Vappu Viuha) به دنیا آمد و در سال ۱۹۹۱ در رشته معماری، طراحی شهری و علوم ساختمان از دانشگاه فناوری آیندهوون فارغ‌التحصیل گشت. 

## جوایز
- جایزه نخست به‌خاطر مدرسه دولتی در بوشولت
- Victor de Stuers Prize ۲۰۱۷ مشترکاً با IKC de Geluksvogel
- Dirk Roosenberg Prize in ۲۰۱۵ مشترکاً با 't Hofke